# Frédéric Rosmini
Pour les articles homonymes, voir Rosmini.
Frédéric Rosmini, né le 18 mai 1940 à Ucciani (Corse), est un homme politique français.

## Détail des fonctions et des mandats
Mandat parlementaire
25 juillet 1989 - 18 juillet 1994Député européen
- Mandats locaux
- Conseiller régional Paca de 1986 à 1992
- Conseiller municipal de Marseille de 1995 à 2001

Titulaire du diplôme d'état de conseiller d'éducation populaire
Chevalier de l'ordre de la légion d'honneur ,de l'ordre national du mérite et chevalier des palmes académiques  